# 로런스 폭스
로런스 폭스(Laurence Fox, 1978년 5월 26일 ~ )는 잉글랜드의 배우이다.

## 출연 작품

### 영화
- 비커밍 제인 - 미스터 위즐리 역
- 위 - 버티 역
- 본 어 킹

### 드라마
- 루이스 시즌 1 (ITV)